# Кривня (Варненская область)
Кривня (болг. Кривня) — село в Болгарии. Находится в Варненской области, входит в общину Провадия. Население составляет 323 человека.

## Политическая ситуация
В местном кметстве Кривня, в состав которого входит Кривня, должность кмета (старосты) исполняет Николай Йорданов Начев (Болгарская социалистическая партия (БСП)) по результатам выборов правления кметства.
Кмет (мэр) общины Провадия — Георги Стоянов Янев (ДНГ) по результатам выборов в правление общины.